# Arne Frykholm

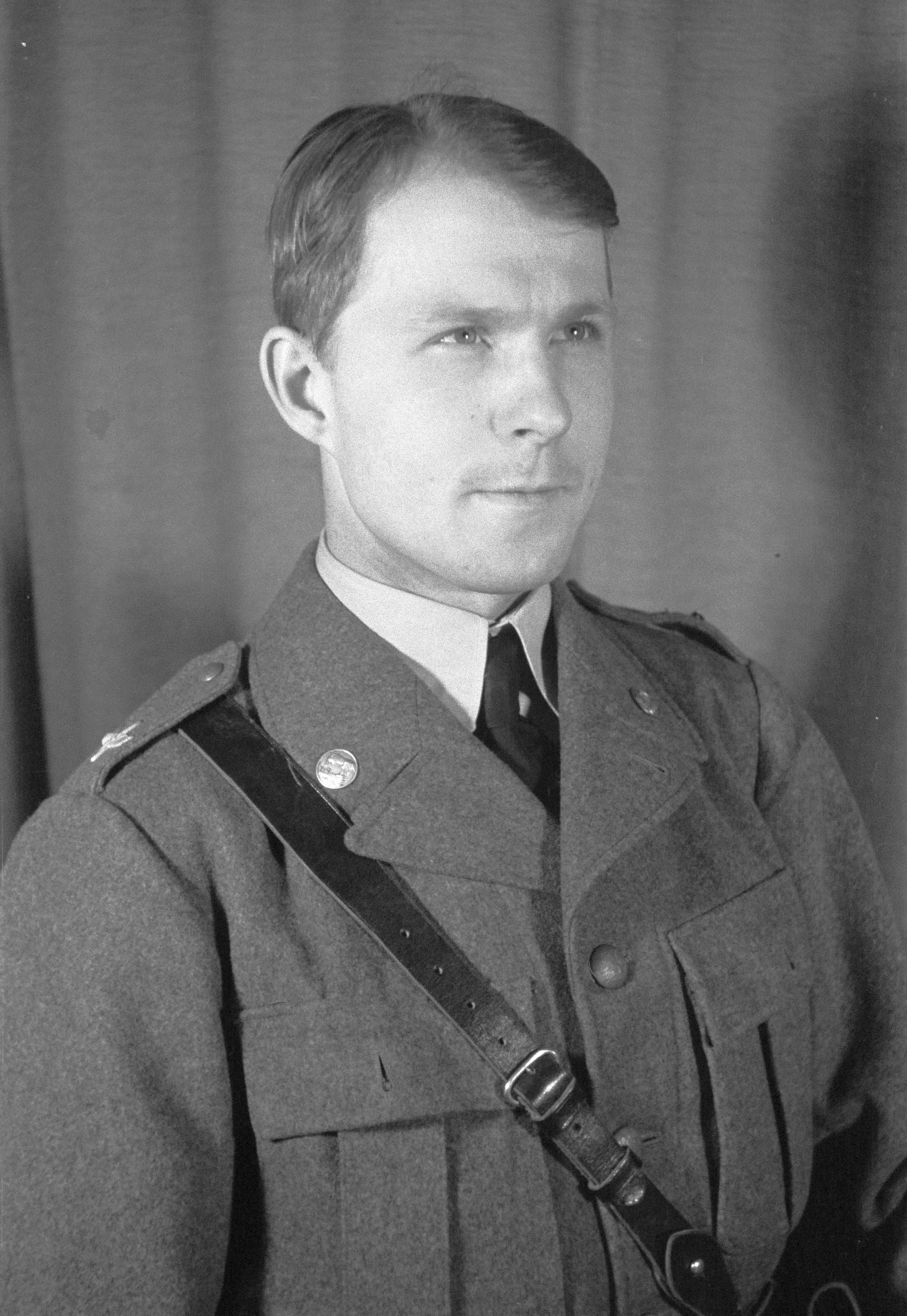
Arne Frykholm

Arne Frykholm, född 1 februari 1917 i Madras Indien, död 4 juni 2000 på Lidingö, var en svensk stridsflygare och läkare. 

## Familjebakgrund, uppväxt och utbildning
Frykholm kom från en släkt med stark kyrklig anknytning. Hans farfar Theodor Frykholm (1848–1918) hade varit kyrkoherde i Lycksele, hans farbror var domkyrkoarkitekten David Frykholm och hans far Harald Frykholm (1879–1937, gift med Gertrud Lange) var missionär, verksam i södra Indien 1902–1935. Arne Frykholm föddes under denna period och växte således med sina nio syskon upp i Indien. Som tonåring skickades han till Sverige för att studera vid Uppsala högre allmänna läroverk. Efter studierna vidtog värnplikt inom flygvapnet. Samtidigt som han studerade medicin vid Uppsala universitet 1938 sökte han in till F 5 Ljungbyhed för att utbilda sig till stridspilot. 

## Som krigsfrivillig
Efter genomgången flygutbildning placerades han som fänrik vid F 8. När regeringen gav tillstånd till ett frivilligt flygförband i Finland anmälde sig Frykholm som jaktflygare. Under sin tid vid F 19 medverkade han i två luftsegrar som han delade med fänrik Carl-Olof Steninger. Efter F 19:s nedläggning tjänstgjorde han vid 3:e divisionen på F 8.

## Yrkeskarriär
Efter Andra världskriget avslutade Frykholm sina medicinstudier och arbetate 1946–1949 vid Svenska kyrkans sjukhus i Mnene Sydrhodesia. Vid återkomsten till Sverige anställdes han som specialflygläkare vid Flygvapnet. Han vidareutbildade sig i flygmedicin vid US Air Force School of Aviation Medicine, Royal Canadian Air Force Institute of Aviation Medicine och Royal Air Force Institute of Aviation Medicine i Farnborough. Som pilot i Flygvapnets reserv fick han nu flyga vid fyra olika flottiljer. Han sista jakttyp inom flygvapnet blev Saab J 35 Draken. När han slutade flyga inom Flygvapnet hade han loggat över 5 000 flygtimmar. Från 1953 var han konsulterande flygläkare vid Luftfartsverket. Han lämnade Flygvapnet 1969 för tjänsten som medicinsk expert vid ICAO:s huvudkontor i Montréal Kanada. Efter återkomsten till Sverige 1975 arbetade han som flygläkare vid Luftfartsinspektionen fram till pensioneringen 1982. Som specialboksförfattare har han utgett en mängd läroböcker i Flygmedicin.
Frykholm tilldelades 1982 Thulinmedaljen i guld.